# 고한사북공영버스터미널
고한사북공영버스터미널은 강원특별자치도 정선군 고한읍 지장천로 856 (고한리 273-12)에 위치한 버스터미널이다.

## 개요
고한읍과 사북읍의 중간에 위치하고 있어 지금과 같은 이름이 붙었다. 지금 터미널은 국도 제38호선 확장 공사로 인해 철거된 구 터미널 대신 지어진 것으로, 2004년 9월에 정선군에서 5,800m2의 부지에 총 35억원의 사업비를 들여 착공 하여 2005년 11월 1일에 개장한 것이다. 터미널 건물이 새로 지어진 위치의 지명이 '고토일'이기 때문에 고토일터미널이라고 하기도 하며, 새로 지어진 터미널이라 하여 신고한터미널이라고 하기도 한다. 주로 강원랜드를 방문하는 이용객이 많다.

## 승차홈
모든 승차홈은 농어촌버스와 시외버스가 공유해서 사용하며, 하차장은 5번홈 옆에 위치한다.
| 출발홈 | 행선지                                                                        |
| ------ | ----------------------------------------------------------------------------- |
| 1번홈  | 동서울, 고양시, 용인, 원주, 춘천 (영월, 제천 )                                |
| 2번홈  | 수원, 안산, 의정부, 천안, 대구, 진천 (영월, 제천, 원주, 오창, 충주)           |
| 3번홈  | 태백, 부산, 부천, 성남, 안양 (고한, 두문동, 만항, 울진, 포항, 영월)           |
| 4번홈  | 정선, 청주, 대전, 광주 (사북, 도사곡, 고토일, 직전, 백전, 남면, 자미원, 광덕) |
| 5번홈  | 인천, 인천공항, 김포공항 (영월, 제천)                                         |

## 운행 노선
고한사북시외버스터미널에서 운행되는 노선은 아래와 같다.

### 시외버스
| 방면        | 행선지                                                                                           |
| ----------- | ------------------------------------------------------------------------------------------------ |
| 강원권 방면 | 남면, 석항, 신동, 영월, 원주, 증산, 춘천, 태백                                                   |
| 수도권 방면 | 고양, 김포공항, 동서울, 부천, 성남, 수원, 안산, 안양, 용인, 의정부, 인천, 인천국제공항, 서울남부 |
| 충청권 방면 | 대전, 제천, 천안, 청주                                                                           |
| 영남권 방면 | 부산, 북대구, 울진, 포항                                                                         |
| 호남권 방면 | 광주                                                                                             |

### 농어촌버스
크게 고한 방면, 사북 방면으로 구분된다. 각 읍내로 가는 버스는 수시로 운행한다.
| 방면      | 행선지                                             |
| --------- | -------------------------------------------------- |
| 고한 방면 | 고토일, 고한, 만항                                 |
| 사북 방면 | 정선, 도사곡, 증산, 광덕, 남면, 자미원, 직전, 백전 |
| 태백 방면 | 태백                                               |